# Novela negra

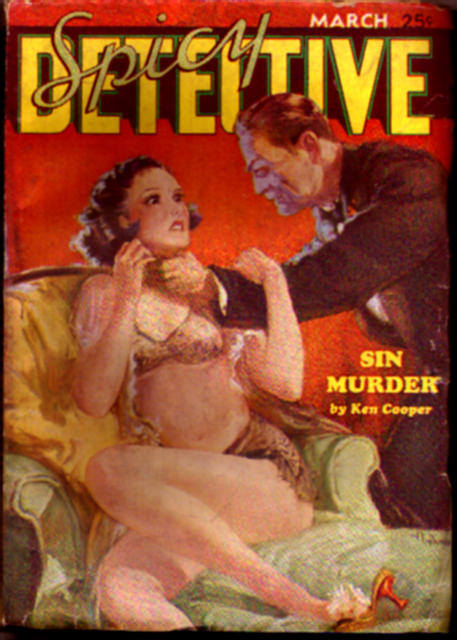
Portada de Spicy Detective Stories (1935).

La novela negra (en francés: roman noir) o hard-boiled es, como la definió Raymond Chandler en su ensayo El simple arte de matar (1950), la novela del mundo profesional del crimen. Debe su nombre a que originalmente fue publicada en la revista Black Mask de Estados Unidos y en la colección Série Noire de la editorial francesa Gallimard, pero también al carácter oscuro de los ambientes en que transcurre, lejos de las casas señoriales que ambientaban las novelas policiacas típicas de la época. Otros prefieren la denominación de novela criminal.
El término se asocia a un tipo de novela policíaca en la que la resolución del misterio no es el objetivo principal y los argumentos son habitualmente muy violentos; la división entre buenos y malos de los personajes se difumina y la mayor parte de sus protagonistas son individuos derrotados y en decadencia en busca de la verdad o, cuando menos, algún atisbo de ella.

## Características

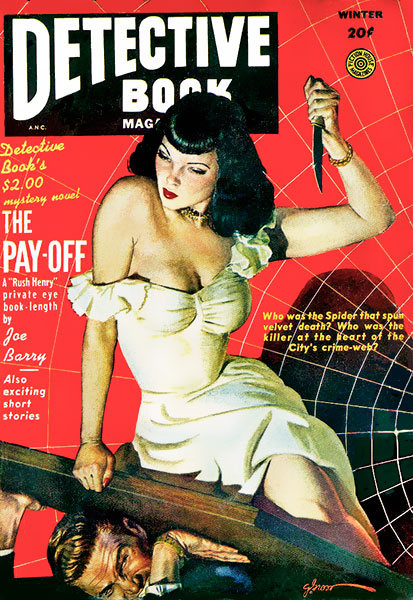
Portada de Detective Book (1949).

La novela negra presenta una atmósfera asfixiante de miedo, violencia, injusticia, inseguridad y corrupción del poder político que refleja las primeras décadas del siglo XX en Estados Unidos, cuando la crisis económica desatada tras la Primera Guerra Mundial (1914-1918) y la Gran Depresión de 1929 da lugar a historias policíacas inspiradas por la entrada en vigor de la ley seca (1920-1933) y el subsiguiente desarrollo del crimen organizado y el gansterismo. 
Se difunde originalmente a través de revistas en papel barato, de pulpa o pulp, en inglés, a un público trabajador o proletario, por lo que su lenguaje no abunda en florituras, existe una genuina preocupación social, ambientación, descripciones naturalistas, urbanas en ambientes marginales como el hampa y los suburbios, pero también en los aparentemente más vistosos de la corrupción política y moral.
Por otra parte, el desarrollo de la acción es rápido, movido y frecuentemente violento, no tan intelectual e inquisitivo como en la narrativa policiaca inglesa. Al contrario que en ésta, el crimen se devuelve a los ambientes degradados donde se comete más frecuentemente y la resolución del crimen no es un objetivo primordial, sino la elucidación no explícita de su motivación moral. Tanto el detective como los criminales cruzan a menudo la barrera entre el bien y el mal, pero el detective se muestra muchas veces como un personaje fracasado y cínico que termina salvándose apenas por los pelos al final merced a un rudimentario sentido del honor personal.
La motivación o móvil de los crímenes es siempre alguna debilidad humana: rabia, ansia de poder, envidia, odio, codicia, lujuria, etc. Por esto aparece en los diálogos un lenguaje crudo, a menudo el slang callejero, y se da más importancia al desarrollo de la acción que al análisis del crimen, aunque también importa una descripción naturalista y a veces impresionista de la sociedad donde, más que nacen, se hacen los criminales junto a una reflexión, casi siempre no explicitada, del deterioro ético.

### Tipología
Actualmente existen cuatro tipos de novela negra:
- Novela de acción con el detective como protagonista.
- Novela desde el punto de vista del criminal.
- Novela desde el punto de vista de la víctima.
- Novela desde el punto de vista del juez.

## Creadores del género
Los padres del género son:
- Carroll John Daly, con su detective Race Williams, creador de los principales estereotipos de género hard boiled desde 1922 e imitado y, quizá, superado por sus seguidores Hammett y Chandler.
- Dashiell Hammett: Detectives Sam Spade, Nick Charles y el agente de la Continental. Escribió cinco novelas: Cosecha Roja (1929), El halcón maltés, La maldición de los Dain (1929), El hombre delgado (1934) y La llave de cristal. Sus relatos, publicados en la revista Black Mask en los años veinte, han sido recogidos bajo el título genérico de El detective de la Continental. También se han publicado en español bajo los títulos Dinero sangriento y El gran golpe. Fue el primer escritor de novelas policíacas que tuvo en cuenta el estrato social donde más se generaba el crimen, en los bajos fondos, que conocía bien por haber sido detective privado de la agencia Pinkerton. Su estilo es lacónico, impresionista.
- Raymond Chandler: su detective principal es Philip Marlowe, llevado al cine por Bogart y Robert Mitchum, entre otros. Es el protagonista de El sueño eterno, Adiós, muñeca (1940), El largo adiós y La ventana siniestra (1942) (o La ventana alta), La dama en el lago, Playback (1958) y La hermana menor (1949) (o La hermana pequeña). En sus relatos, publicados en su mayoría en la Dime Detective Magazine, aparecieron otros detectives, John Dalmas y John Evans, que al mezclarse dieron como resultado a Philip Marlowe. Se caracteriza por un estilo irónico y cínico, de frase ingeniosa y ácida.

## Asociaciones y premios
- Las más importantes asociaciones son el inglés Detection Club y la Mystery Writers of America. El Premio Edgar, en todas sus modalidades, se considera el más importante galardón en los Estados Unidos.
- La Asociación Internacional de Escritores Policíacos otorga el Premio Internacional de Novela Dashiell Hammett durante la Semana Negra de Gijón a la mejor novela policíaca escrita en español.